# Anakreón
Anakreón z Teu byl antický řecký básník poloviny 6. století př. n. l. Působil na dvorech tyranů.
Pocházel z města Teos v Iónii. Rodiště opustil po ovládnutí oblasti Iónie Perskou říší a účastnil se kolonizace v Thrákii. Byl dvorním básníkem tyranů řeckých městských států. Působil u dvora Polykratova na ostrově Samos. Dále i u dvora tyrana Hipparcha, syna Peisistratova, v Athénách, kde vešel do lidové slovesnosti jako piják a milovník, což dokládají zobrazení na keramice. Zemřel v 84 či 85 letech ve své vlasti.
Skládal milostnou poezii, jíž vešel ve známost. Vzdělanci Alexandrijského období jej obdivovali pro žertovný tón doplněný znalostí mytologie. Inspiroval Catulla a Horatia.

## Život
Počátek 6. století př. n. l., Malá Asie. Během několika let dojde k napadení Teu, Anakreóntova rodiště. Anakreón při něm utíká do exilu do Thrákie, kde také začne a skončí jeho neúspěšná kariéra vojáka. Na bitevním poli partnerském válčil mnohem úspěšněji a vášnivěji, nežli tomu bylo na polích bitev mečem mezi muži. Sám se ke svým (ne)kvalitám dokonce přiznává. Po této nepříliš slavné etapě svého života odjíždí na dvůr Polykrata na Sámu, kde si užívá s titulem domácího učitele na Polykratově dvoře. Pro získání ještě větší přízně a důvěry napsal nemálo oslavných ód na účet svého patrona, mj. také tyrana. Avšak i tyrani jednou za čas umírají, a jakmile se o smrti toho Sámského dozvěděl tehdejší vládce athénský Hipparchos, nechal neprodleně vyslat výpravu, která přivezla, tehdy již celkem proslulého, Anakreónta do Athén, kde se velmi rychle dostal mezi tehdejší básnickou tučnou smetánku v čele s Simonidem. Po zavraždění Hipparcha byl tento básnický kruh ve velkém nebezpečí, a proto se většina jeho členů rozutekla básnit do všech koutů antického světa 6. století př. n. l. Anakreón zvolil jako cíl své rodné město, kde také dle zpráv Simonida, pokojně zesnul a byl pochován (příčina smrti není přesně známa). Jiná díla vypovídají, že příčinou smrti se stalo zrnko vinné kuličky, a to na dvoře soluňském. Jak se věci měly doopravdy, neví dnes nikdo. Stejně možná je ale i kombinace obou verzí a to, že Anakreón zesnul při cestě do Soluně, zadušen zrnem. Spekulace o vraždě jsou vyloučeny, jednak pro Anakreóntovu neobyčejnou oblíbenost mezi lidmi, stejně tak zručnost a invence potenciálního vraha by musela být vskutku neobyčejná, neb vraždy zrnkem vína v 6. století před n. l. nepatřily mezi ty, jež lze volati módními.

## Styl a obsah literární tvorby
Co se týče Anakreónova vybroušeného, přepradávného iónského stylu – byl velmi vytříbený. Vesměs veškeré básnění jeho bylo doprovázeno lyrou, či jiným nástrojem. Anakreóntovy básně pracují s motivy zařaditelnými do několika následujících kategorií: láska, bláznivá láska, zaslepenost láskou, poblouzněnost láskou, zklamání láskou, opilství pro nenaplněnou lásku k ženě, opilství pro lásku k vínu, láska k hýření.